# 天記增一
船帆座ψ，又名CD-39 5580，HD 82434、SAO 221234、HR 3786，是船帆座的一颗恒星，视星等为3.6，位于銀經266.78，銀緯7.91，其B1900.0坐标为赤經9h 26m 45.6s，赤緯-40° 7.91′ 44″。